# Marie Dedieu
Pour les articles homonymes, voir Dedieu.
Marie Dedieu, née le 26 septembre 1945 à Reims, enlevée à Lamu au Kenya le  30 septembre 2011, et  morte le 19 octobre 2011 en Somalie, est une actrice, journaliste, galériste et militante féministe française.

## Biographie
Elle fait ses études à Saint-Étienne, et avec son mari l'artiste peintre Gaspar François Dedieu, suit une formation d'art dramatique à Aix-en-Provence, auprès du metteur en scène de théâtre Antoine Bourseiller, qui lui donne un rôle dans Silence, l'arbre remue encore !, une pièce de François Billetdoux créée au festival d'Avignon en 1967. Dans les années 1970, elle s'engage dans le Mouvement de libération des femmes (MLF), signe en avril 1971 le Manifeste des 343 pour le droit à l'avortement,,. Elle collabore activement au journal du mouvement Le Torchon brûle, dès le premier numéro de mai 1971, et est choisie comme directrice de publication (mais sans le « diriger » car chacun des six numéros parus de 1971 à 1973 est réalisé par une équipe différente).
Elle participe au film Vent d'Est (1970) de Jean-Luc Godard et Jean-Pierre Gorin, et elle a un petit rôle dans le film Domicile conjugal (1970) de François Truffaut, où elle donne la réplique à Jean-Pierre Léaud. En juin 1971, un accident de la route lui fait perdre la motricité de ses jambes, mais elle garde son autonomie et sa mobilité et pendant longtemps refuse de se déplacer en fauteuil roulant. Elle est active aux éditions des femmes, de 1978 à 1982, elle est responsable des pages culturelles du mensuel puis de l'hebdomadaire Des femmes en mouvements. Dans les années 1980, elle anime la galerie « Des femmes » où elle programme Sonia Delaunay, Ilse Bing, Louise Nevelson, Tina Modotti, June Wayne, Popy Moreni, Marie Orensanz (exposition « Fragmentismo » en 1982), Kate Millett et, moins connues, Colette Alvarez-Urbajtel, Marie-Pierre Thiébaut.
Dans les années 1990, elle découvre puis s'installe dans l'archipel de Lamu, au Kenya, d'abord sur l'île de Lamu puis l'île de Manda, où elle se construit une maison locale swahilie écologique. Elle est décrite comme « très appréciée de la population locale ».
En 2011, alors âgée de 66 ans, tétraplégique, elle se remet d'un cancer du sein et souffre d'une légère insuffisance cardiaque. Elle rentre de Paris chez elle le 28 septembre avec le plein accord de ses médecins. Elle y est enlevée dans la nuit du 30 septembre au 1er octobre 2011 par des hommes armés venus de Somalie, probablement des insurgés islamistes somaliens. Ceux-ci espèrent une rançon et la gardent dans le village de Ras Kamboni, puis dans une localité voisine, toujours dans la région du Jubbada Hoose.
Son décès est annoncé officiellement par le gouvernement français le 19 octobre 2011. Ce dernier, qui ignore la date et les circonstances du décès, a demandé le rapatriement du corps mais les ravisseurs veulent, selon des rumeurs non confirmées, vendre la dépouille.
À la suite de l'enlèvement, l'aviation kényane a pilonné certains bastions des rebelles islamistes dans le sud de la Somalie. Ces derniers sont accusés d'être à l'origine de trois autres enlèvements d'Européennes au Kenya en 2011 : la Britannique Judith Tebbutt, libérée en mars 2012, dont le mari avait été assassiné sur place, et les Espagnoles Montserrat Serra Ridao et Blanca Thiébaut, libérées le 18 juillet 2013 après vingt et un mois de captivité en Somalie.
Presque un an après son enlèvement, Marie Dedieu est honorée lors de l'Hommage national aux victimes du terrorisme présidé par François Hollande, président de la République, qui se déroulait le 19 septembre 2012 dans les jardins de l'hôtel des Invalides à Paris, à l'initiative de l'Association française des victimes du terrorisme (AfVT) et de la Fédération nationale des victimes d'accidents collectifs (FENVAC). L'hommage à Marie Dedieu, rédigé par Claudine Mulard et prononcé par Marie-Pierre Macia au nom des proches et ami-es, a demandé au président de la République que "des enquêtes officielles soient ouvertes en France, au Kenya et en Somalie".
Ouverte le 7 octobre 2011, la page Facebook bilingue Free Marie Dedieu fournit des informations régulièrement actualisées et publie des documents d'archives sur Marie Dedieu.
En 2015 est publié Marie aux éditions iXe, un ouvrage constitué et écrit par sept de ses amies pour honorer sa mémoire.

## Publications
- L'Enrhumé, nouvelle de Marie Dedieu, ré-édition précédée d'une évocation de l'auteur par Leslie Kaplan et Jacques André, revue Penser/Rêver no 21 consacrée au genre totalitaire, Éditions de l'Olivier, Paris, 2012.
- Trois nouvelles publiées dans la revue Le Nouveau Recueil: L'Enrhumé (no 47, juillet-août 1998), Jacaranda (no 55, juin-août 2000) et La patiente et le paresseux (no 59, juin-août 2001).
- Nombreux articles et entretiens sur le cinéma et les arts plastiques réalisés par Marie Dedieu dans les pages culturelles du mensuel et de l'hebdomadaire Des femmes en mouvements de 1978 à 1982.